# Fotoszkic
Fotoszkic – obraz terenu zestawiony z nieprzetworzonych, pionowych lub nachylonych zdjęć lotniczych dopasowanych wzajemnie na podstawie obrazu sytuacji terenowej. Może być niekiedy uzupełniony elementami mapy topograficznej wkreślonymi odręcznie lub w procesie reprodukcji. Fotoszkice zestawia się dla oddzielnych rubieży lub rejonów. Ze względu na stosunkowo małą dokładność pomiarową fotoszkiców wykorzystuje się je zazwyczaj łącznie z mapą topograficzną lub fotomapą. W razie braku map topograficznych wojska mogą być zaopatrywane w fotoszkice.